# Александър Филипов (критик)
Вижте пояснителната страница за други личности с името Александър Филипов.
Александър Томов Филипов е български литературен критик, преводач и поет.

## Биография
Роден е на 17 август 1895 г. в София, завършва гимназия през 1912 година и филология в Софийския университет „Свети Климент Охридски“ през 1916 година. Участва в Първата световна война, след което работи в Народната библиотека „Свети Кирил и Методий“ и като учител. Публикува критически статии в списанията „Златорог“ и „Просвета“, участва в издаването на вестник „Просветно единство“ и на съчиненията на Христо Ботев и Михалаки Георгиев. Превежда произведения на Жорж Дюамел, Емил Зола, Луиджи Пирандело, Оноре дьо Балзак, Блез Сандрар и други.
Александър Филипов умира на 18 май 1940 г. в София.